# Byklestigen
Byklestigen ist ein etwa 1 Kilometer langer Wegabschnitt entlang des Flusses Otra im norwegischen Setesdal. Der Weg wurde 1770 erstmals erwähnt und war bis 1879 die einzige Verbindung zwischen Bykle und dem südlichen Setesdal.
Der Byklestigen befindet sich an einer besonders steilen Bergwand und führt über glatte Felsen und Treppenstufen entlang einer Schlucht. Er ist so steil, dass es früher nicht möglich war, ihn mit dem Pferd zu bezwingen, außer viele Menschen halfen dabei. Im Winter war er besonders schwer zu passieren, da die glatten Steine mit Schnee und Eis bedeckt waren. 1879 wurde die erste Straße eröffnet und der Byklestigen verlor an Bedeutung.
1975 wurde der alte Weg, der nach dem Bau der Straße nahezu in Vergessenheit geraten war, restauriert und ist heute ein beliebter Wanderweg, der in den Sommermonaten genutzt wird. Der Byklestigen wurde 1997 als besonderes Kulturgut der Kommune Bykle gewählt. Heute verläuft der Riksvei 9 unterhalb des Passes durch einen Tunnel.